# Brasil Papaya Instrumental
Brasil Papaya Instrumental, também conhecido por Brasil Papaya, é o álbum de estreia da banda Brasil Papaya. Lançado no dia 8 de agosto de 1997 com o Selo "Micróbio GravaSons-Cia de Cultura", este foi, segundo o jornal "A Notícia" o primeiro CD de rock instrumental de Santa Catarina.
Este cd contém 10 faixas, sendo 5 tiradas da primeira demo-tape da banda (auto-intitulada), que, segundo o mesmo jornal, teve sua tiragem inicial, de 1.500 cópias, esgotada. Além disso, algumas músicas desta demo-tape chegaram a tocar em rádios de Portugal e até dos Estados Unidos.
Sobre a capa do álbum, Renato Pimentel deu a seguinte explicação:
| “ | "Em 1993 tive um sonho no qual apareceu a imagem que ilustraria a capa do primeiro CD: um mamão cortado ao meio, colocado ao lado de um chinelo velho, uma bolinha de gude e um cigarro apagado." | ” |

## Faixas
01.Burst In

02.Happy Guitars

03.Mamão Blues

04.Caruru do Sul

05.The Heart Ends... The Dream Begins

06.Xogun

07.Menino Pobre

08.Hello!!!

09.Lîla

10.Matando a Inocência